# Дин, Лоуэлл
Лоуэлл Дин (англ. Lowell Dean) — канадский кинорежиссёр, продюсер, сценарист и актёр, известный как автор фильмов «Жуткие 13» (2013), «Волк-полицейский» (2014), «Ещё один волк-полицейский» (2017) и «Суперсеть» (2018).

## Ранняя жизнь
Родом из провинции Саскачеван, Канада.

## Карьера
В 2010 году Лоуэлл Дин снимал музыкальный клип «Henry» для инди-рок группы Rah Rah из Саскачевана. На съёмках он познакомился с малоизвестным актёром по имени Лео Фафард, который впоследствии снимется в главной роли в нескольких фильмах Дина.
Первый полнометражный фильм Дин снял в 2013 году — зомби-хоррор «Жуткие 13». Дебютная работа режиссёра была холодно встречена критиками.
Однако уже следующий фильм Дина, снятый в 2014 году в стиле ретро комедийный боевик с элементами ужасов «Волк-полицейский», принёс молодому режиссёру популярность и обрёл статус культового. Фильм о полицейском из маленького канадского городка, который в результате сатанинского обряда стал оборотнем, получил сиквел — «Ещё один волк-полицейский» вышел на экраны в 2017 году. После премьеры второго фильма Лоуэлл Дин выразил надежду, что в будущем выйдет третья и даже четвёртая часть.
В 2023 году было объявлено, что Дин снимет фильм ужасов под названием «Die Alone», в котором снимутся Кэрри-Энн Мосс, Дуглас Смит и Фрэнк Грилло. Съёмки начались летом того же года в Реджайне, родном городе режиссёра.

## Фильмография
- 2013 — «Жуткие 13» / 13 Eerie — режиссёр, сценарист, продюсер
- 2014 — «Волк-полицейский» / WolfCop — режиссёр
- 2017 — «Ещё один волк-полицейский» / Another WolfCop — режиссёр, сценарист
- 2018 — «Суперсеть» / SuperGrid — режиссёр
- 2020 — «Октагон: Боец VS Рестлер» / Cagefighter: Worlds Collide — актёр (Джейк Торн)